# Joel Östlund
Joel Bo Grimm Östlund, född 11 oktober 1974 i Täby, är en svensk skådespelare. Han studerade vid Teaterhögskolan i Malmö 1999–2003.

## Filmografi
- 2003 – Miffo

## Teater

### Roller (ej komplett)
| År   | Roll          | Produktion                          | Regi              | Teater                 |
| ---- | ------------- | ----------------------------------- | ----------------- | ---------------------- |
| 2001 | Kollega m.fl. | En dåres anteckningar Nikolaj Gogol | Petra Berg-Holbek | Stockholms stadsteater |